# Dmitri Eduardowitsch Karlagatschew
Dmitri Eduardowitsch Karlagatschew (russisch Дмитрий Эдуардович Карлагачев; * 13. Oktober 1998) ist ein russischer Snowboarder. Er startet in den Paralleldisziplinen.

## Werdegang
Karlagatschew startete im März 2014 in Ratschings erstmals im Europacup und belegte dabei die Plätze 53 und 49 im Parallelslalom. Bei den Juniorenweltmeisterschaften 2014 in Chiesa in Valmalenco errang er den 15. Platz im Parallelslalom und bei den Juniorenweltmeisterschaften 2015 in Yabuli den 28. Platz im Parallelslalom und den sechsten Platz im Parallel-Riesenslalom. Im folgenden Jahr holte er bei den Juniorenweltmeisterschaften in Rogla jeweils die Silbermedaille im Parallelslalom und Parallel-Riesenslalom. In der Saison 2017/18 kam er im Europacup jeweils einmal auf den dritten und ersten Platz und zweimal auf den zweiten Rang und erreichte damit den vierten Platz in der Parallelwertung. Zudem hatte er im Dezember 2017 in Cortina d’Ampezzo sein Debüt im Snowboard-Weltcup und belegte dabei den 36. Platz im Parallel-Riesenslalom. Bei den Juniorenweltmeisterschaften 2018 in Cardrona errang er den 35. Platz im Parallelslalom und holte im Parallel-Riesenslalom die Silbermedaille. In der folgenden Saison erreichte er mit Platz sechs im Parallelslalom im Secret Garden Resort und Rang fünf im Parallel-Riesenslalom in Scuol seine ersten Top-Zehn-Platzierungen im Weltcup und zum Saisonende den 25. Platz im Parallelweltcup. Bei der Winter-Universiade 2019 in Krasnojarsk gewann er die Goldmedaille im Parallelslalom. In der Saison 2019/20 kam er mit zwei Top-Zehn-Ergebnissen auf den 20. Platz im Parallelweltcup. Nach Platz 28 und 19 im Parallelslalom zu Beginn der Saison 2020/21 wurde er in Bad Gastein Neunter im Parallelslalom und holte in Moskau seinen ersten Weltcupsieg. Er errang damit zum Saisonende den dritten Platz im Parallelslalom-Weltcup. Beim Saisonhöhepunkt, den Snowboard-Weltmeisterschaften 2021 in Rogla, belegte er den 22. Platz im Parallelslalom. Im folgenden Jahr wurde er russischer Meister im Parallelslalom.

## Weltcupsiege
| Nr. | Datum           | Ort    | Disziplin      |
| --- | --------------- | ------ | -------------- |
| 01. | 30. Januar 2021 | Moskau | Parallelslalom |

## Weltcup-Gesamtplatzierungen
| Saison  | Parallel | Parallel | Parallel-Riesenslalom | Parallel-Riesenslalom | Parallelslalom | Parallelslalom |
| Saison  | Punkte   | Platz    | Punkte                | Platz                 | Punkte         | Platz          |
| ------- | -------- | -------- | --------------------- | --------------------- | -------------- | -------------- |
| 2017/18 | 19,7     | 77.      | 19,7                  | 73.                   | -              | -              |
| 2018/19 | 1142,3   | 25.      | 573,2                 | 30.                   | 569,1          | 21.            |
| 2019/20 | 1546,4   | 20.      | 1016,4                | 22.                   | 530            | 16.            |
| 2020/21 | 230      | 11.      | 43                    | 24.                   | 187            | 3.             |
| 2021/22 | 82       | 31.      | 73                    | 21.                   | 9              | 39.            |